# Georgia Holt
Georgia Holt,, właśc. Jackie Jean Crouch (ur. 9 czerwca 1926 w Kensett, zm. 10 grudnia 2022 w Malibu) – amerykańska piosenkarka, autorka tekstów, aktorka i modelka. Matka amerykańskiej piosenkarki i aktorki Cher.

## Wczesne lata
Holt urodziła się jako Jackie Jean Crouch w Kensett, Arkansas w 1926 jako dziecko Lyndy Inez Gulley i Roya Malloya Croucha. Holt ma irlandzkie, angielskie, niemieckie, francuskie, duńskie i prawdopodobnie czirokeskie korzenie. Często przeprowadzała się pomiędzy rozwiedzionymi rodzicami. Szacuje się, że Holt uczęszczała do 17 różnych szkół. Ojciec uczył ją śpiewu i gry na gitarze.

## Życie osobiste
Holt była żoną sześciu mężczyzn (z dwoma dwukrotnie). Z pierwszym mężem, Johnem Sarkisianem (za którego ponownie wyszła za mąż i z którym ponownie się rozwiodła po ich pierwszym małżeństwie) ma córkę, Cher (właśc. Cherilyn Sarkisian, ur. 20 maja 1946). Później poślubiła aktora Johna Southalla, z którym miała kolejne dziecko, aktorkę Georganne LaPiere (właśc. Georganne Elizabeth Southall ur. 7 września 1951). W 1961 roku Holt wyszła za mąż za Gilberta Hartmanna LaPiere’a, kierownika banku, który zaadoptował Cher i Georganne, zmieniając ich nazwiska na LaPiere. Holt ma dwoje wnucząt Chaza Bono i Elijah Blue Allman.

## Kariera
Holt w wieku 6 lat śpiewała w stacji radiowej w Oklahoma, a do 10 roku życia z liderem zespołu Bob Willis and the Texas Playboys. Wygrała kilka konkursów talentów i piękności. Wystąpiła również w kilku mniejszych rolach filmowych i telewizyjnych w latach 50. Po występie w singer’s workshop w lipcu 1987 w Studio One w Los Angeles, Mike Douglas, Merv Griffin i Dinah Shore zaprosili Holt do wystąpienia w ich telewizyjnych talkshow.
Holt była bohaterką filmu dokumentalnego Dear Mom, Love Cher wyemitowanego w 2013 roku. Producentem wykonawczym tego filmu była Cher. W 2013 Holt wydała także album zatytułowany Honky Tonk Woman, który został nagrany w 1982 roku. Album zawiera piosenkę I’m Just Your Yesterday, którą Holt nagrała wspólnie z Cher.
W 2013 roku Holt i Cher wystąpiły wspólnie w The Tonight Show with Jay Leno i The Ellen DeGeneres Show promując film Dear Mom, Love Cher oraz album Honky Tonky Woman.